# Жовтневе небо
Жовтневе небо (англ. October Sky) — американський біографічний фільм, знятий за мотивами автобіографічного роману Хомера Хікема.

## Сюжет
Жовтень 1957 року. Маленьке шахтарське містечко переживає не найкращі часи. І ось по радіо повідомляють новину: Радянський Союз запустив супутник! США входять у космічну гонку. Крім NASA до неї вступає сімнадцятирічний Хомер Хікем — один з учнів місцевої школи.

## У ролях
| Актор             | Роль                      |
| ----------------- | ------------------------- |
| Джейк Джилленгол  | Хомер Хікем               |
| Кріс Купер        | Джон Хікем                |
| Лора Дерн         | міс Фріда Райлі вчителька |
| Кріс Оуен         | Квентін Вілсон            |
| Уїльям Лі Скотт   | Рій Лі Кукі               |
| Чад Ліндберг      | Шерман О'Делл             |
| Наталі Кеннердейл | Елсі Хікем                |
| Ренді Стріплінг   | Леон Болден               |
| Кріс Елліс        | Тернер директор школи     |
| Ілля Баскін       | Айк Буковскі              |
| О. Вінстон Лінк   | інженер-залізничник       |

## Нагороди
Фільм був номінований на 11 нагород, з яких отримав 3, включаючи премію Critics Choice 2000 року за найкращий сімейний фільм.

## Відгуки
На сайті-агрегаторі Rotten Tomatoes фільм отримав рейтинг 91 % на основі 74 відгуків.
На сайті Metacritic рейтинг фільму склав 71 зі 100 на основі 23 відгуків.